# Amtsgericht Merzig
Das Amtsgericht Merzig ist ein deutsches Gericht der ordentlichen Gerichtsbarkeit und eines von zehn Amtsgerichten im Bezirk des Landgerichts Saarbrücken.

## Gerichtssitz und -bezirk

Lage der Amtsgerichte in den jeweiligen Gerichtsbezirken im Saarland

Das Gericht hat seinen Sitz in der Stadt Merzig im Saarland.
Der Gerichtsbezirk umfasst das Gebiet der Städte Merzig und Wadern und das der Gemeinden Beckingen, Losheim am See, Mettlach, Perl und Weiskirchen und somit den gesamten Landkreis Merzig-Wadern. Damit ist der Bezirk etwa 557 km2 groß. In ihm leben ca. 104.000 Einwohner (Stand 30. September 2017).

## Gerichtsgebäude
Das Hauptgebäude befindet sich in der Wilhelmstraße 2 in Merzig. Eine Nebenstelle ist in der Gerichtsstraße 7 in Wadern eingerichtet.

## Übergeordnete Gerichte
Dem Amtsgericht Merzig ist das Landgericht Saarbrücken übergeordnet. Zuständiges Oberlandesgericht ist das Saarländische Oberlandesgericht, ebenfalls mit Sitz in Saarbrücken.